# Militärgerichtsbarkeit (Nationalsozialismus)
Die nationalsozialistische Führung des Deutschen Reichs führte die 1920 abgeschaffte Militärgerichtsbarkeit (Militärjustiz) zum 1. Januar 1934 wieder ein. Ihr waren Soldaten und Beamte der Reichswehr (ab 1935 Wehrmacht) unterworfen, nach Beginn des Zweiten Weltkriegs auch Kriegsgefangene und alle Personen im Operationsgebiet der deutschen Truppen. Das Reichskriegsgericht als höchste Instanz der Wehrmachtjustiz war ab 1936 zuständiges Gericht für Fälle von Hoch- und Landesverrat.

## Rechtslage
Die Wiedereinrichtung der Militärjustiz zum 1. Januar 1934 erfolgte durch das „Gesetz über Wiedereinführung der Militärgerichtsbarkeit“ vom 12. Mai 1933, der „Bekanntmachung des Wortlauts der Militärstrafgerichtsordnung und des Einführungsgesetzes dazu“ vom 4. November 1933 und den „Ausführungsbestimmungen zur Militärstrafgerichtsordnung“ vom 21. November 1933. Die materiellrechtlichen Regelungen sowie die Verfahrensvorschriften in ihrem jeweiligen Kern entsprachen durchaus den damaligen internationalen Standards. Das änderte sich aber, da die Gesetze und Ausführungsbestimmungen in den folgenden Jahren mehrfach geändert und erweitert wurden.
Rechtsgrundlage der Verfahren während des Zweiten Weltkriegs bildeten das erstmals 1872 erlassene Militärstrafgesetzbuch für das Deutsche Reich in seiner Neufassung vom 10. Oktober 1940 sowie zwei 1938 erlassene, aber erst im August 1939 bekanntgegebene Verordnungen, die Kriegssonderstrafrechtsverordnung (KSSVO) und Kriegsstrafverfahrensordnung (KStVO). Sie gaben den Militärjuristen „praktisch unbegrenzte Möglichkeiten, gegen ‚innere und äußere Feinde‘ vorzugehen.“ So wurde der Strafrahmen für zahlreiche Delikte verschärft. Waren es vor 1933 drei Tatbestände, bei denen auf Todesstrafe erkannt werden konnte, erhöhte sich die Zahl bis 1944 auf vierundvierzig, darunter der neue Straftatbestand „Zersetzung der Wehrkraft“ (§ 5 KSSVO). Mit dieser Bestimmung konnte jede politische Äußerung gegen die Staatsführung mit dem Tod bestraft werden. 1991 urteilte das Bundessozialgericht, dass es sich dabei um eine „rechtsstaatswidrige Entartung der Todesurteilspraxis“ gehandelt habe.
Mit dem Kriegsgerichtsbarkeitserlass des Oberkommandos der Wehrmacht für das Gebiet „Barbarossa“ vom 13. Mai 1941 wurde den Kriegsgerichten die Gerichtsbarkeit gegen Zivilpersonen entzogen, die im östlichen Kriegsgebiet gegen die Sowjetunion der deutschen Wehrmacht Widerstand leisteten oder dessen verdächtig waren. Stattdessen wurde die „Bestrafung“ und sogenannte Befriedung der Zivilbevölkerung den jeweiligen Militäreinheiten übertragen, was in der Praxis zu Terrormaßnahmen gegen Zivilisten im Rahmen der „Partisanenbekämpfung“ führte, so zu Geiselnahmen, verfahrenslosen Massenhinrichtungen, Brandschatzungen und Plünderungen. Gleichzeitig wurde der Strafverfolgungszwang (Legalitätsprinzip) gegen Wehrmachtangehörige wegen dabei begangener Übergriffe aufgehoben und damit die besetzten Gebiete in einen nahezu rechtsfreien Raum verwandelt. Der Barbarossa-Erlass verstieß in Teilen gegen das Kriegsvölkerrecht und erfüllt in seinen wesentlichen Bestimmungen den Strafbestand der Rechtsbeugung, war also schon zum Zeitpunkt seiner Herausgabe rechtswidrig. Die Straf- und Verfahrensgrundlagen des Militärgerichtswesens wurden in den Kriegsjahren noch mehrfach durch Ergänzungen und Durchführungsverordnungen weiter verschärft. Dadurch entwickelte sich die Praxis der Wehrmachtjustiz, so der Wehrrechtler Hans Georg Bachmann, zum „Terror in Gesetzesform“.
Auch nach der bedingungslosen Kapitulation der Wehrmacht am 8. Mai 1945 und in Kriegsgefangenschaft haben zahlreiche Kriegsgerichte ihre Tätigkeit fortgeführt, teilweise mit alliierter Billigung. Die NS-Militärjustiz wurde durch das Kontrollratsgesetz Nr. 34 des Alliierten Kontrollrats für Deutschland vom 20. August 1946 (Auflösung der Wehrmacht) aufgehoben. Durch die beiden Änderungsgesetze des 1998 verabschiedeten NS-Unrechtsurteileaufhebungsgesetzes wurden 2002 und 2009 in zwei Schritten alle Urteile der NS-Kriegsgerichte gegen Deserteure, Homosexuelle, Wehrdienstverweigerer, „Wehrkraftzersetzer“ und „Kriegsverräter“ für unrechtmäßig erklärt und pauschal aufgehoben.

## Organisation und Umfang

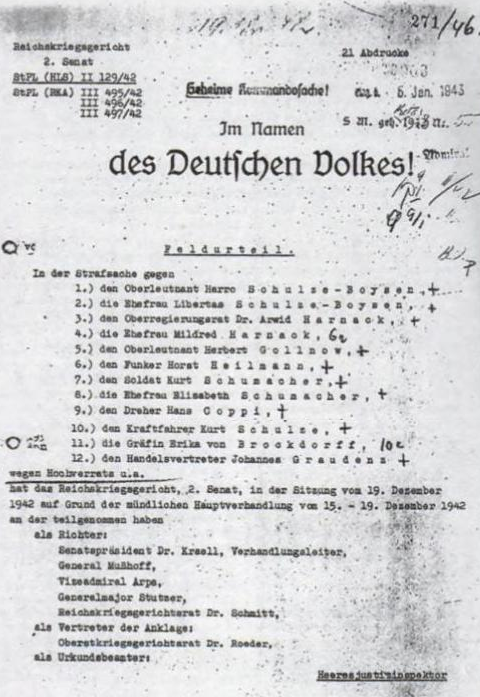
Reichskriegsgerichtsurteil 1942 gegen Harro Schulze-Boysen und andere

Die NS-Wehrmachtgerichte waren in die militärische Organisation eingegliedert. Eingeführt wurden 1934 zunächst „Kriegsgerichte“ als erste Instanz und „Oberkriegsgerichte“ als Berufungsgerichte. Revision gegen Urteile der Oberkriegsgerichte sollten vor einem speziellen Senat des Reichsgerichts erfolgen. Oberste Instanz zur Aburteilung von Hoch- und Landesverrat wurde ab dem 1. Dezember 1934 zunächst der Volksgerichtshof. Durch Gesetz vom 26. Juni 1936 und die Verordnung vom 5. September 1936 wurde schließlich als Oberster Gerichtshof der Wehrmacht das Reichskriegsgericht errichtet. Das Reichskriegsgericht war bis Kriegsbeginn Revisionsgericht, danach war es ausschließlich für die Aburteilung von Staatsschutzdelikten zuständig.
1934 waren zunächst deutlich weniger als 20 Kriegsgerichte geplant. Durch den Ausbau der in sieben Divisionen organisierten 115.000 Mann der Reichswehr zu einer Wehrmacht, die bei Kriegsbeginn 102 Divisionen und 4,5 Millionen Mann umfasste, kam es auch zu einer erheblichen Ausweitung des Militärgerichtswesens. 1943 existierten zeitgleich mehr als 1000 Militärgerichte verschiedener Art. Die Gesamtzahl zwischen 1934 und 1945 lag bei etwa 1.200 bis 1.300.
Nach Kriegsbeginn waren die Kriegsgerichte bei allen Einheiten der Wehrmacht ab etwa Divisionsstärke sowie bei den rückwärtigen Einheiten in den okkupierten Gebieten installiert, bei Heer sowie Luftwaffe als „Feldgerichte“ und bei der Kriegsmarine als „Bordgerichte“. Oberkriegsgerichte waren auf Korpsebene angesiedelt. Schon am 1. November 1939 wurde die Kriegsstrafverfahrensordnung durch die Einführung von Standgerichten ergänzt.
Ferner wurden teils vorübergehend, teils dauerhaft Sondergerichte eingerichtet, die überwiegend dazu dienten, angebliche politische Verstöße eigener und fremder Soldaten sowie Zivilpersonen gegen die NS-Ideologie zu verfolgen. Von Juni 1943 bis September 1944 bestand laut Führerbefehl als weiterer Senat des Reichskriegsgerichts ein Zentrales Sonder-Standgericht für politische Straftaten, die „sich gegen das Vertrauen in die politische und militärische Führung“ richteten und bei denen eine Todes- oder Zuchthausstrafe zu erwarten war. Im April 1944 wurde aus dem „Gericht der Wehrmachtskommandantur Berlin“ ein Zentralgericht des Heeres gebildet, das unter anderem für politische Strafsachen, Korruptionsfälle von besonderer Bedeutung und die Entscheidung über Wiederaufnahmeverfahren zuständig wurde. Für die Luftwaffe war entsprechend das „Feldgericht z.b.V. d. Lw.“ zuständig, für die Kriegsmarine bestand seit 1940 das „Gericht der Kriegsmarine Berlin“. Das Heeres-Zentralgericht musste aber im September 1944 aufgrund eines Führererlasses seine Kompetenzen an den Volksgerichtshof abgeben. Auch über die Zuständigkeit des Reichskriegsgerichts für Staatsschutzfälle von Militärangehörigen setzte sich die NS-Führung immer wieder bedenkenlos hinweg, wenn es ihr zweckmäßig erschien, etwa bei den Verfahren gegen die Verschwörer des 20. Juli 1944 oder den Mitgliedern der Weißen Rose. Die dabei beschuldigten Soldaten wurden aus der Wehrmacht entlassen oder ausgestoßen, um sie danach vom Volksgerichtshof verurteilen zu lassen.
Am 26. Februar 1945 ordnete der Reichsführer SS Heinrich Himmler in seiner Funktion als Oberbefehlshaber des Ersatzheeres „zur raschen und wirksamen Bekämpfung von Auflösungserscheinungen“ die Bildung von „Sonderstandgerichten in frontnahen Gebieten“ an, deren Urteile nur auf Freispruch oder Todesurteil lauten durften. Diese sollten mit einem Kriegsrichter und zwei Offizieren als Beisitzer besetzt werden. Wenn der Gerichtsherr – der jeweilige Wehrkreisbefehlshaber – zur Urteilsbestätigung nicht erreichbar war, konnten diese Sonderstandgerichte ihr Urteil einfach durch einstimmigen Beschluss selbst bestätigen und unverzüglich vor der Truppe vollstrecken. Das bedeutete die Aufhebung jeglicher rechtsstaatlicher Verfahrensnormen. Schließlich wurden mit Führererlass vom 9. März 1945 zusätzlich ein Fliegendes Standgericht eingerichtet, das von einem 9-köpfigen Exekutionskommando begleitet wurde, um die verhängten Urteile sofort vollstrecken zu können. So wurden etwa die Offiziere, die man für den Verlust der Brücke von Remagen am 7. März 1945 verantwortlich machte, von einem solchen Gericht abgeurteilt und, sofern sie nicht in amerikanischer Kriegsgefangenschaft waren, hingerichtet.
Analog zur Polizei bei der zivilen Strafverfolgung dienten als Hilfsorgane der Militärstaatsanwaltschaft Feldgendarmerie, Feldjäger-Kommandos sowie die Geheime Feldpolizei (GFP), die von zur Wehrmacht abgestellten Gestapo- und Kripobeamten geleitet wurde. Der Tätigkeitsschwerpunkt der GFP lag dabei zunächst in der sogenannten Partisanenbekämpfung sowie der Beteiligung am Holocaust. Ab etwa 1943 stand dann die Jagd auf Fahnenflüchtige im Vordergrund, die den Kriegsgerichten „urteilsreif“ geliefert wurden. Ferner arbeitete die Militärjustiz bei ihren Untersuchungen auch direkt mit der Gestapo zusammen.
Die Zahl der Verfahren vor deutschen NS-Kriegsgerichten betrug der bis zum 4. Quartal 1944 geführten offiziellen Statistik zufolge etwa 626.000. Die Gesamtzahl der bis Kriegsende geführten Verfahren stieg schätzungsweise auf mindestens 700.000, anderen Schätzungen zufolge auf bis zu 1,5 Millionen. Dabei wurden gegen Wehrmachtangehörige mindestens 30.000, zusammen mit verurteilten Zivilisten und Kriegsgefangenen insgesamt etwa 50.000 Todesurteile gefällt, von denen mindestens die Hälfte auch vollstreckt wurde. Der Militärhistoriker Manfred Messerschmidt weist darauf hin, dass im Vergleich zu diesen mehreren zigtausend vollstreckten Todesurteilen im Zweiten Weltkrieg die deutsche Militärjustiz im Ersten Weltkrieg gerade einmal 48 entsprechende Todesurteile vollstreckt hatte. Von den zu höheren Haftstrafen verurteilten Soldaten kamen bereits ab 1939 viele als Militärstrafgefangene zur „Vernichtung durch Arbeit“ in die als Konzentrationslager gegründeten Emslandlager, so in das KZ Esterwegen, wo über 1.000 von ihnen starben.

## Personelle Struktur

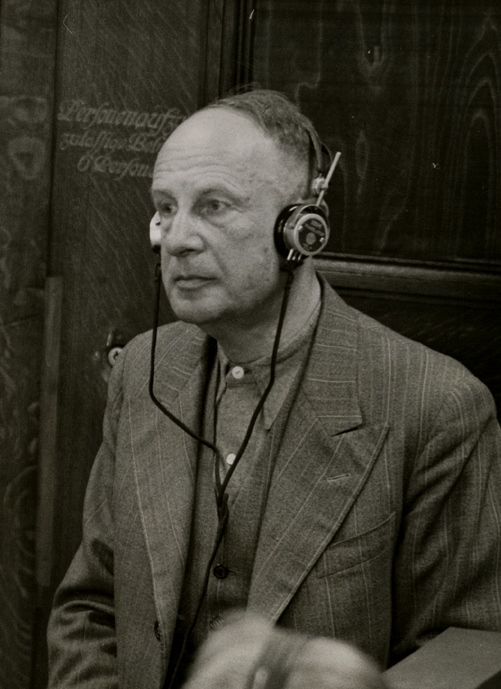
Generaloberstabsrichter Rudolf Lehmann 1947 als Zeuge beim Nürnberger Juristenprozess

Oberster Gerichtsherr der NS-Militärgerichtsbarkeit war Adolf Hitler in seiner Eigenschaft als Oberbefehlshaber der Wehrmacht. Gerichtsherren der Kriegsgerichte waren die dazu bestimmten Kommandeure und Befehlshaber ab Divisionsebene. An der Spitze des Reichskriegsgerichts stand als Präsident ein Kommandierender General, der die Geschäfte leitete, aber nicht an der Rechtsprechung teilnahm. Dort wurden Militärsenate mit Senatspräsidenten an ihrer Spitze und eine Reichskriegsanwaltschaft gebildet. Höchster Militärjurist war zwischen 1938 und 1945 als Leiter der Wehrmachtrechtsabteilung beim OKW der Ministerialdirektor und spätere Generaloberstabsrichter Rudolf Lehmann.
Feld- und Bordgerichte sowie die Oberkriegsgerichte wurden von Wehrmachtbeamten geleitet, die die Befähigung zum Richteramt besitzen mussten und zunächst die Amtsbezeichnungen Kriegsgerichtsrat und Oberkriegsgerichtsrat führten. Sie konnten entweder als Untersuchungsführer sowie als Anklagevertreter oder als Richter eingesetzt werden, aber nicht in demselben Verfahren. Die Entscheidung über die jeweilige Funktion der Militärjuristen traf der Gerichtsherr. Außerdem kamen dem Gerichtsherrn, bei dem es sich regelmäßig um einen Vorgesetzten der Militärjuristen handelte, in dem Verfahren eine Schlüsselfunktion zu, obwohl er in der Regel kein Jurist war, da er über Einleitung oder Einstellung der Verfahren entschied sowie darüber, ob ein Urteil bestätigt, abgeändert oder aufgehoben wurde. Es gab in der Militärgerichtsbarkeit also weder einen gesetzlichen Richter noch eine ordentliche organisatorische und personelle Trennung zwischen Anklagebehörde und Gericht. Damit waren die NS-Kriegsgerichte keine Gerichte nach dem heutigen Rechtsverständnis.
Die Anforderungen an Militärrichter wurden 1939 bei der Einführung der Standgerichte deutlich gesenkt. Bei diesen konnte jeder Offizier ab Rang eines Hauptmanns als Verhandlungsleiter auftreten, wenn kein Offizier mit Befähigung zum Richteramt erreichbar war. Beim 1945 errichteten „Fliegenden Standgericht“ unter Leitung des Generalleutnants Rudolf Huebner fungierten schließlich normale Offiziere als Richter.
Bis 1945 waren etwa 3.000 Juristen als Kriegsrichter und -ankläger tätig. Sie haben fast alle den Krieg wohlbehalten überstanden. Gegen sie ist in der Bundesrepublik nie ernsthaft ermittelt worden. Die wenigen vor bundesdeutschen Gerichten eingeleiteten Verfahren endeten alle mit Freispruch. Stattdessen waren viele von ihnen nach dem Krieg weiter als Richter und Staatsanwälte tätig. In der DDR wurden in den problematischen Waldheimer Prozessen einige Todesurteile verhängt, so gegen Rudolf Niejahr.

## Amts- und Dienstgradbezeichnungen
Aufgrund eines Führerbefehls vom 24. Januar 1944 wurde die „Laufbahn der Wehrmachtrichter im Truppensonderdienst“ eingerichtet und aus den Wehrmachtbeamten wurden Offiziere. Dabei wurden die bislang an die Ziviljustiz angelehnten Amtsbezeichnungen durch neue Dienstgradbezeichnungen ersetzt. Entsprechend änderte sich auch die Bezeichnung der Ministerialbeamten.
| Amtsbezeichnung bis 1944                           | Dienstgradbezeichnung 1944/45                        | entsprechende Zivilbezeichnung                 | Rang wie                               |
| -------------------------------------------------- | ---------------------------------------------------- | ---------------------------------------------- | -------------------------------------- |
| Kriegsrichter                                      | Stabsrichter                                         | Amtsgerichtsrat                                | Hauptmann / Kapitänleutnant            |
| Kriegsgerichtsrat (im Hauptmannsrang)              | Stabsrichter                                         | Amtsgerichtsrat                                | Hauptmann / Kapitänleutnant            |
| Kriegsgerichtsrat (im Majorsrang)                  | Oberstabsrichter                                     | Landgerichtsrat                                | Major / Korvettenkapitän               |
| Oberkriegsgerichtsrat                              | Oberfeldrichter / Geschwaderrichter                  | Oberamtsrichter                                | Oberstleutnant / Fregattenkapitän      |
| Oberstkriegsgerichtsrat                            | Oberstrichter / Flottenrichter                       | etwa Oberlandgerichtsrat                       | Oberst / Kapitän zur See               |
| Oberstkriegsgerichtsrat des Dienstaufsichtsbezirks | Chefrichter (später Generalrichter / Admiralrichter) | etwa Landgerichtspräsident                     | Generalmajor / Konteradmiral           |
| Reichskriegsgerichtsrat                            | Generalrichter / Admiralrichter                      | Reichsgerichtsrat                              | Generalmajor / Konteradmiral           |
| Reichskriegsanwalt                                 | Generalrichter / Admiralrichter                      | Reichsanwalt                                   | Generalmajor / Konteradmiral           |
| Oberreichskriegsanwalt                             | Generalstabsrichter / Admiralstabsrichter            | Oberreichsanwalt                               | Generalleutnant / Vizeadmiral          |
| Senatspräsident am Reichskriegsgericht             | Generalstabsrichter / Admiralstabsrichter            | Senatspräsident am Reichsgericht               | Generalleutnant / Vizeadmiral          |
| Ministerialdirektor im OKW                         | Generaloberstabsrichter                              | Ministerialdirektor im Reichsjustizministerium | General (mit Zusatz der Waffengattung) |

## Lebensweg deutscher NS-Militärjuristen (Auswahl)

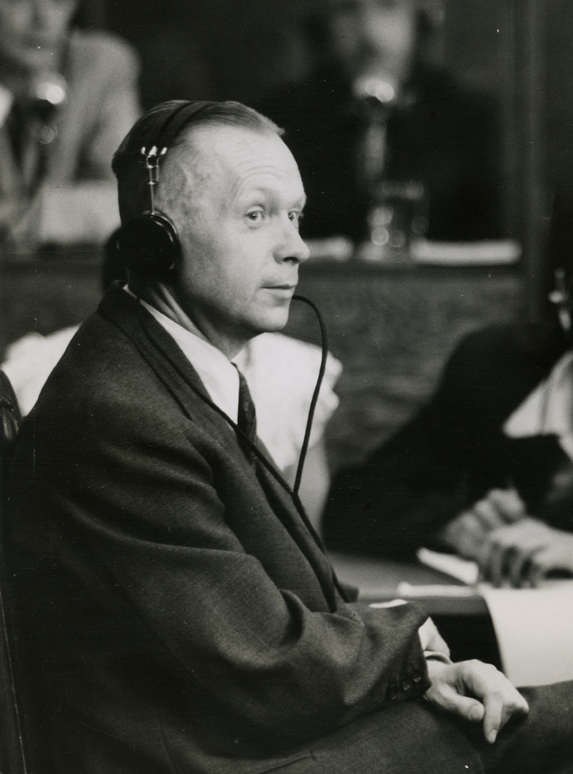
Manfred Roeder als Zeuge beim Juristenprozess (1947)

- Hans Filbinger (1913–2007), Stabsrichter, 1966 bis 1978 Ministerpräsident von Baden-Württemberg
- Alfred Robert Herzog (1892–1950), Oberfeldrichter, 1950 in den Waldheimer Prozessen hingerichtet[32]
- Hans Hofmeyer (1904–1992), Oberstabsrichter, Vorsitzender Richter im Ersten Frankfurter Auschwitz-Prozess (1963–1965)
- Werner Hülle (1903–1992), Oberstrichter, ab 1950 Richter am Bundesgerichtshof, ab 1955 Präsident am Oberlandesgericht Oldenburg
- Erich Kallmerten (1904–1947), Oberstabsrichter, im sowjetischen Kriegsgefangenenlager von Antifaschisten ermordet[33]
- Ernst Kanter (1895–1979), Generalrichter, bis 1959 Senatspräsident am Bundesgerichtshof
- Otfried Keller (1911–2007), Oberstabsrichter, 1957–1976 Präsident des Landgerichts Marburg
- Alexander Kraell (1894–1964), Generalstabsrichter, in der Bundesrepublik Anwalt
- Erich Lattmann (1894–1984), Generalrichter, ab 1949 Amtsgerichtsrat, später Oberamtsrichter am Amtsgericht Clausthal-Zellerfeld
- Rudolf Lehmann (1890–1955), Generaloberstabsrichter, 1948 im Prozess Oberkommando der Wehrmacht zu 7 Jahren Haft verurteilt, 1950 entlassen
- Bernhard Leverenz (1909–1987), Oberstabsrichter, später FDP-Politiker und Justizminister in Schleswig-Holstein
- Ernst Mantel (1897–1971), Generalrichter, 1950–1959 Richter am Bundesgerichtshof
- Hans Meier-Branecke (1900–1981), Oberstkriegsgerichtsrat, ab 1950 Senatspräsident am Oberlandesgericht Braunschweig
- Manfred Roeder (1900–1971), Generalrichter, Ankläger in den Rote Kapelle-Prozessen
- Hans-Ulrich Rottka (1895–1979), Reichskriegsgerichtsrat, 1942 in den Ruhestand versetzt, 1950–1956 in der DDR inhaftiert
- Karl Sack (1896–1945), Generalstabsrichter, 1945 als Widerstandskämpfer hingerichtet
- Hartwig Schlegelberger (1913–1997), Oberstabsrichter, 1961–1971 Landesminister in Schleswig-Holstein
- Eberhard Schmidt (1891–1977), Oberkriegsgerichtsrat, Juraprofessor
- Heinrich Scholz (1904–1997), Oberkriegsgerichtsrat, nach 1945 Oberstaatsanwalt in Hamburg
- Otto Schweinsberger (1904–nach 1958), Generalrichter, bis 1958 Oberstaatsanwalt in Frankfurt/M.
- Erich Schwinge (1903–1994), Kriegsgerichtsrat, Juraprofessor und Autor zur NS-Militärgerichtsbarkeit
- Heinz Wachtendorf (1908–2000), Geschwaderrichter, Oberbürgermeister Stadt Cuxhaven (1952–1956)

## NS-Kriegsgerichtsverfahren (Auswahl)
- Marine-Kriegsgerichtsprozess nach der Kapitulation gegen Rainer Beck, 1945
- „Depositenkassen“-Verfahren, Reichskriegsgericht 1943 gegen Dietrich Bonhoeffer, Hans von Dohnanyi u. a.
- Ehrengerichtsverfahren gegen Werner von Fritsch, Reichskriegsgericht 1938 (Gerichtsherr Hermann Göring)
- Reichskriegsgerichtsverfahren gegen von Ziehlberg und Kuhn, 1944/45
- Marine-Kriegsgerichtsprozess nach der Kapitulation in Norddeutschland gegen Asmus Jepsen
- Marinegerichtsprozess gegen Oskar Kusch, 1944
- Marine-Standgerichtsprozess gegen die Meuterer des Minensuchboots M-612, 1945
- „Rote Kapelle“-Prozesse, Reichskriegsgericht 1942/43
- Am 25. Februar 1942 wurde der Feldwebel Anton Schmid in Wilna als Judenretter in einem Kriegsgerichtsverfahren wegen Hochverrates nach § 90 des Militär-Strafgesetzbuches und § 32 des Reichsstrafgesetzbuches zum Tode verurteilt und am 13. April 1942 erschossen.
- Bordgerichtsprozess nach der Kapitulation gegen Fritz Wehrmann u. a., 1945

## Filme zum Thema
- Kriegsgericht, Spielfilm BRD 1959, Regie: Kurt Meisel (fiktiver Marinegerichtsprozess 1942 gegen zwei Deserteure)
- Rosen für den Staatsanwalt, Spielfilm BRD 1959, Regie: Wolfgang Staudte
- Rottenknechte, 5-teiliger Fernsehfilm DDR 1971, Regie: Frank Beyer (verarbeitet die Fälle M-612 sowie Fritz Wehrmann u. a.)
- Deserteure unterm Hakenkreuz – Leben mit der Fahnenflucht, NDR-Fernsehdoku 2006, Regie: Hauke Wendler

## Textausgaben
- Strafrecht der deutschen Wehrmacht: Militärstrafgesetzbuch, Kriegssonderstrafrechtsverordnung, Kriegsstrafverfahrensordnung, Wehrmachtdisziplinarstrafordnung, Beschwerdeordnung, Sondergerichtsbarkeit für Angehörige der SS und Polizeiverbände, Reichsstrafgesetzbuch und zahlreiche andere Bestimmungen: Textausgabe mit Verweisungen und Sachverzeichnis. München: C.H. Beck, 1943. 6. veränderte Auflage.
- Militärstrafgesetzbuch für das Deutsche Reich, Neufassung vom 10. Oktober 1940. In: RGBl. 1940, I., S. 1347 ff.